# Kitakami-gawa
Pour les articles homonymes, voir Kitakami (homonymie).
Le fleuve Kitakami (北上川, Kitakami-gawa) est le quatrième plus long cours d'eau du Japon, et le plus long de la région de Tōhoku.

## Géographie

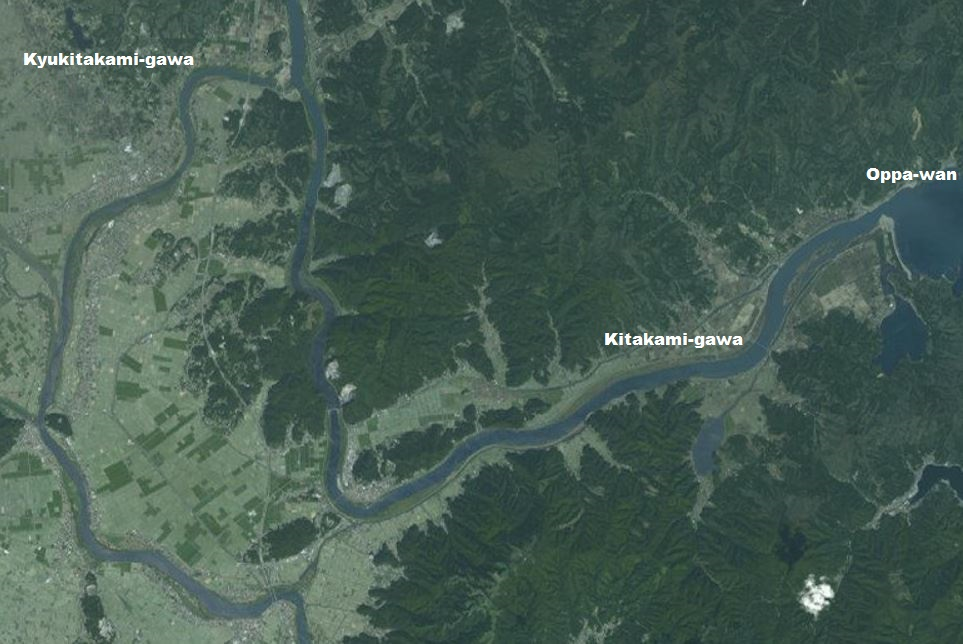
Vue aérienne du delta du fleuve Kitakami, à Ishinomaki (préfecture de Miyagi).

D'une longueur de 249 km, le fleuve Kitakami prend sa source à la source Yuhazu (弓弭の泉, Yuhazu-no-izumi), qui se trouve dans le district d'Iwate à Iwate.
Son cours s'oriente nord-sud, dans un bassin versant de 10 150 km2, entre les monts Kitakami et monts Ōu et aboutit à Ishinomaki (préfecture de Miyagi), où il se jette dans la baie d'Oppa.
Dans le sud de la municipalité de Tome, un défluent du fleuve se forme : le fleuve Kyūkitakami (旧北上川, Kyūkitakami-gawa), qui serpente jusqu'à son embouchure en baie d'Ishinomaki, à Ishinomaki.

## Histoire
Pendant l'ère Edo (1603-1868), la navigation fluviale est importante sur le fleuve Kitakami. Elle décline, à l'ère Meiji (1868-1912) avec l'arrivée des transports ferroviaires.
Durant les ères Taisho (1912-1926) et Showa (1926-1989), de nombreux barrages sont construits pour produire de l'électricité et réguler les crues du fleuve et de ses affluents.

## Légende
Selon une légende ancienne, Minamoto no Yoriyoshi (988-1075) et son fils Yoriie (1039-1106), venus dans le nord du pays avec leurs troupes pour mater une rébellion, se trouvèrent acculés sur le site de l'actuel source Yuhazu lors de la guerre de Zenkunen (1051-1063). Accablés par la chaleur ambiante et tiraillés par la soif, les soldats du clan Minamoto perdaient courage. C'est alors que le fils de leur maître frappa une pierre avec son arc. De l'eau se mit immédiatement à couler de la roche et les guerriers impériaux purent se rafraîchir à la source qui venait de naître.

## Catastrophe naturelle
En mars 2011, lors du séisme de la côte Pacifique du Tōhoku, le delta du fleuve Kitakami fut inondé jusqu'à 50 km à l'intérieur des terres à la suite du passage d'un violent tsunami consécutif à un séisme localisé dans l'océan Pacifique. Jusqu'à cette date, les profondeurs maximales de pénétration dans les terres observées par les scientifiques ne dépassaient pas une dizaine de kilomètres.
Dans l'estuaire du fleuve, les digues construites pour prévenir les inondations en cas de raz-de-marée n'ont pas résisté. Des analyses effectuées par des experts de l'université du Tōhoku ont établi que des lames de 7 m de haut ont déferlé dans l'estuaire du fleuve. De même, un barrage de 3 m de haut situé à environ 17 km de l'estuaire du Kitakami-gawa a été submergé par les vagues.
Le tsunami a fait des dégâts importants et de nombreuses victimes, notamment les élèves d'une école primaire dans le district d'Okawa, à Ishinomaki.